# Timidez amorosa
Timidez amorosa (em inglês "Love shyness") é um termo criado pelo psicólogo americano Brian G. Gilmartin (1940-) para descrever um tipo de timidez crônica e severa. De acordo com sua definição, publicada em Shyness & Love: Causes, Consequences, and Treatments ("Timidez e amor: causas, consequências e tratamentos") (1987), os tímidos amorosos têm dificuldade em serem assertivos em situações informais envolvendo potenciais relações amorosas ou sexuais. Por exemplo, um tímido amoroso heterossexual terá muita dificuldade em iniciar qualquer diálogo com mulheres por causa de um forte sentimento de ansiedade.  
A pesquisa do dr. Gilmartin sobre esse fenômeno foi feita apenas com homens heterossexuais, concluindo que (1987, p.1) a timidez amorosa "aflige aproximadamente 1,5% de todos os homens americanos...[e] efetivamente impedirá algo como 1.700.000 homens americanos de se casarem ou de até mesmo experimentar quaisquer contactos sexuais com mulheres".

## As definições de Gilmartin

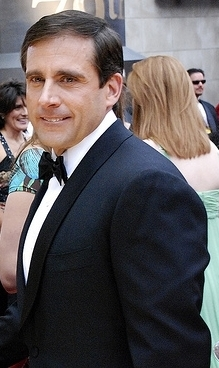
No filme O Virgem de 40 Anos, o ator Steve Carell interpreta um homem de meia-idade, que sofre de timidez amorosa.

Brian Gilmartin estabeleceu sete critérios para definir cada "tímido amoroso" incluído em seu estudo:
- ele é virgem; nunca teve relações sexuais;
- ele é uma pessoa que raramente sai socialmente com mulheres que não sejam apenas amigas;
- ele é uma pessoa sem um retrospecto de relações emocionais próximas, seja de natureza romântica e/ou sexual com qualquer pessoa do sexo oposto;
- ele é uma pessoa que sofreu e continua a sofrer emocionalmente por causa da falta de uma relação significativa com alguém do sexo oposto;
- ele é um homem que se torna extremamente tomado pela ansiedade ao mero pensamento de se ver frente a frente com um mulher num encontro casual ou amigável;
- ele é um homem que é estritamente heterossexual em suas orientações românticas ou eróticas;
- ele é homem; nenhuma tímida amorosa foi estudada nessa pesquisa.

Gilmartin não estudou a existência de tímidas amorosas ou de homossexuais tímidos amorosos, mas ele duvidou que pudessem sentir os mesmos efeitos negativos dos homens heterossexuais. Ele suspeitou que a condição se manifestasse de forma muito diferente: principalmente por causa dos papéis sociais que forçam os homens heterossexuais e não as mulheres ou os homens homossexuais a iniciar os relacionamentos. Gilmartin explica:  "a mulher heterossexual muito tímida não é tão menos capaz de namorar e se casar que a mulher confiante e não tímida. Em essência, mesmo mulheres muito tímidas casam-se. Tímidos amorosos não podem fazê-lo e não se casam independentemente de quão fortes sejam os seus desejos".

## Resultados da pesquisa de Gilmartin
De acordo com Gilmartin, pessoas de todas as idades, todas as raças, todas as orientações sexuais e todos os gêneros podem ser tímidas amorosas. Entretanto, na opinião de Gilmartin, os efeitos negativos da timidez amorosa manifestam-se principalmente em homens heterossexuais. Seu banco de dados incluiu apenas homens heterossexuais. Ele estudou 200 tímidos amorosos no nível do Ensino Superior (com idades entre 19 a 24 anos), 100 tímidos amorosos mais velhos (entre 35 a 50 anos) e um grupo de comparação com 200 não tímidos, também no Ensino Superior. Os não tímidos estudados por Gilmartin não foram feitos para representar o homem médio e foram recrutados apenas os que tinham alta sociabilidade.

### Temperamento e personalidade
Os tímidos amorosos na amostra de Gilmartin tinham diferenças significativas de comportamento em relação aos não tímidos. Eram significativamente neuróticos e pouco extrovertidos pela avaliação feita através do Eysenck Personality Questionnaire.  Nos termos de Hans Eysenck, eles tinham um temperamento "melancólico". Muitos dos tímidos amorosos (e apenas poucos dos não tímidos) disseram que suas mães frequentemente lhes disseram que eles tinham sido bebês quietos, o que fez Gilmartin sugerir como evidência de que os tímidos amorosos estão mais propensos a se enquadrar na descrição de Jerome Kagan de inibição comportamental. Um parte dos homens também teve dificuldades no nascimento e em certos casos necessitaram de cesariana.
Uma minoria dos tímidos amorosos tinha certo otimismo em resolver seus problemas, enquanto todos os tímidos amorosos mais velhos eram pessimistas no tocante ao mesmo aspecto e também se mostravam muito cínicos com as mulheres e com o mundo em geral. Os homens mais velhos expressavam mais raiva em suas entrevistas, enquanto os homens mais jovens mostravam-se mais calmos. Muito poucos nos dois grupos mergulharam nas drogas ou no álcool. Entretanto, ambos demonstravam interesses semelhantes, tais como arte e natação. Esportes competitivos não eram apreciados por nenhum dos lados na grande maioria. Ambos os lados tinham um lado espiritual muito forte.
Os homens tinham vários graus de sensibilidade em coisas como tato, paladar, luz e outras formas de estímulo. Eles tendiam a ser mais hipersensíveis que os homens não tímidos.

### Interações com os pares e na vida familiar
Muitos dos tímidos amorosos, mas nenhum dos não tímidos disseram nunca ter quaisquer amigos, nem mesmo conhecidos. A grande maioria dos tímidos amorosos disseram ter sofrido bullying de crianças de sua própria idade por causa de suas inibições e interesses, enquanto nenhum dos não tímidos teve esse problema e os tímidos amorosos eram menos capazes de reagir aos agressores. Por volta da metade dos tímidos amorosos disseram ter sofrido agressão ou assédio até o Ensino Médio, enquanto nenhum dos não tímidos passou por isso. Mesmo na idade adulta, os tímidos declararam viver em isolamento social e abuso por outras pessoas. A falta de aceitação pelos outros fez dos tímidos amorosos pessoas excessivamente solitárias e depressivas. Entretanto, isto também fez esses homens rejeitarem qualquer coisa com pessoas do mesmo sexo.

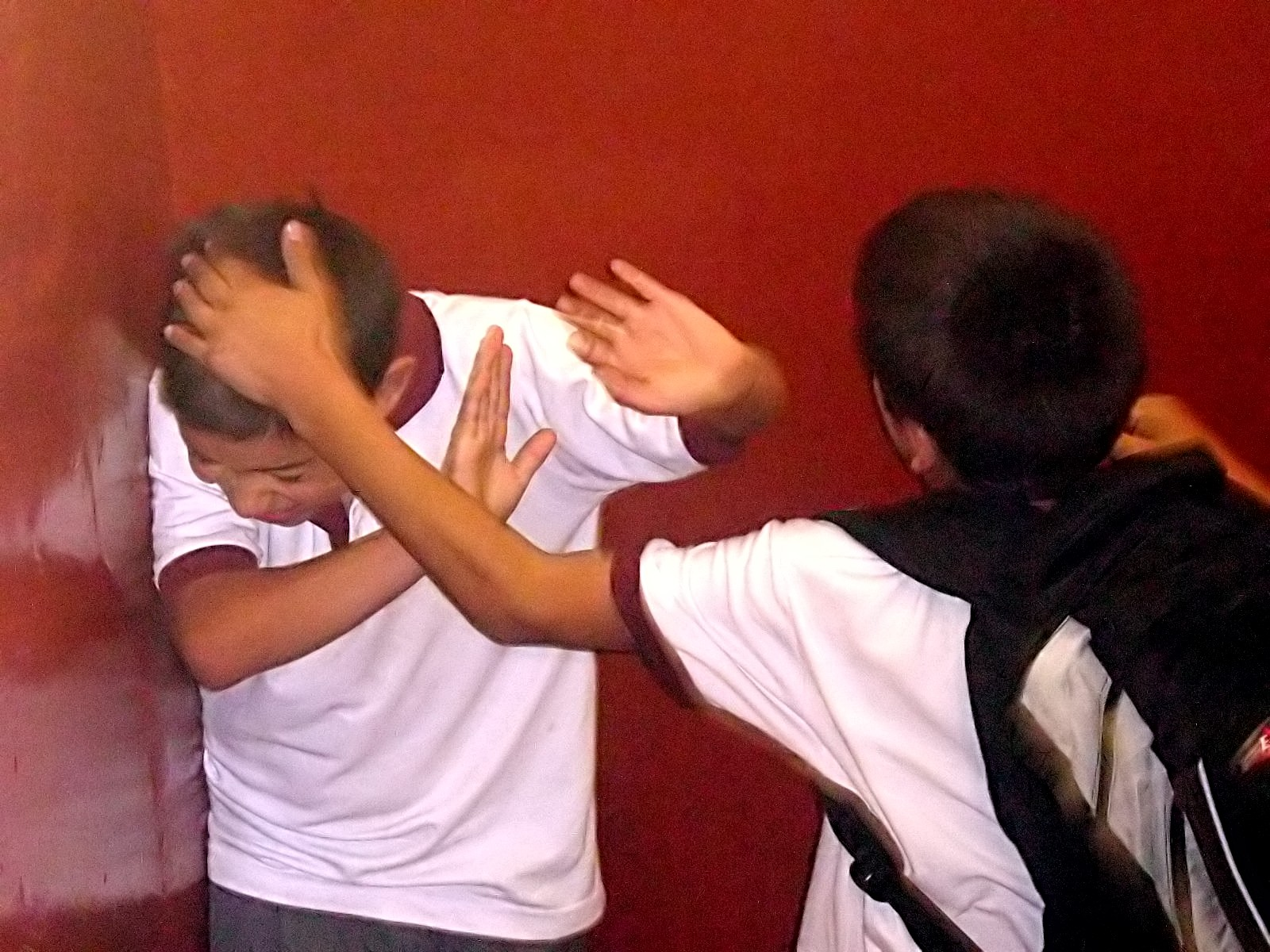
O bullying pode ser um fator crucial para alguém se tornar um "tímido amoroso".

Dos dados extraídos por Gilmartin sobre a vida familiar dos tímidos amorosos, eles cresceram em famílias disfuncionais. A maioria dos homens declararam ter sofrido pressão dos pais e dos padrões sociais para ser tornarem "garotos de verdade" por causa de suas personalidades. Grande parte dos homens também sofreu abuso físico dos pais e frequentemente não puderam obter qualquer apoio emocional. É possível que o abuso de seus pais e a falta de carinho em sua atitude com as emoções, desejos e interesses dos filhos sejam parcialmente responsáveis por suas inibições sociais. Mesmo já crescidos, os pais de tímidos amorosos expressavam seu desapontamento em tê-los como filhos e ainda lhes jogavam toda a culpa por sua situação presente. Muitos estavam aborrecidos com o fato de seus filhos terem permanecido solteiros e não terem netos para continuar a herança familiar.
Também foi declarado que eles raramente ou mesmo nunca visitavam seus filhos. Ironicamente, embora muitos dos tímidos amorosos não gostassem ou mesmo detestassem seus pais, eles os visitavam constantemente, porque eles eram as únicas pessoas com as quais podiam interagir e também receber apoio financeiro, apesar da pesada rejeição. Esta rejeição gerava muita depressão e tristeza. 
Nas amostras analisadas pelo psicólogo, encontrou-se uma porcentagem de apenas 14% de homens universitários não tímidos sem irmãs, em oposição aos 59% dos universitários tímidos amorosos, com 71% dos homens de 35 a 50 anos nunca tendo tido uma irmã. Nos mesmos grupos, mais da metade do grupo dos não tímidos tinha crescido com pelo menos duas irmãs, comparados aos apenas 6% dos tímidos amorosos mais jovens e 3% dos tímidos amorosos mais velhos. Gilmartin também notou que nenhum dos tímidos amorosos mais velhos e poucos dos tímidos amorosos mais jovens tinham pessoas adultas para confiar em caso de apoio emocional. Também é notado que poucos dos tímidos amorosos tinham uma grande rede de primos, com 90% deles tendo apenas 1 - ou mesmo nenhum - primo, enquanto 10% tinham apenas 2 ou 3 primos e nenhum com mais de 3 primos. Alguns dos homens disseram que seus irmãos conseguiam intimidade em seus relacionamentos e eram muito mais preferidos a eles pelos pais.

### Desajustes e desordens de ansiedades
Os tímidos amorosos estudados por Gilmartin eram mal ajustados e infelizes com suas vidas, com uma alta taxa de desordens de ansiedade, com possíveis problemas mentais. Ele notou que os tímidos amorosos têm consideravelmente mais fantasias violentas, estavam muito pessimistas e cínicos com o mundo e estavam muito propensos a acreditar que ninguém se importava com eles, assim como tinham mais dificuldades para se concentrarem. Também encontrou uma tendência em alguns dos tímidos amorosos a olhar compulsivamente para as mulheres ou mesmo seguí-las, mas sem serem capazes de falar com elas, às vezes criando-lhes problemas com as autoridades escolares em função da ameaça potencial. Muitos dos tímidos amorosos também falaram da frequência de sentimentos de depressão, solidão e alienamento social. Uma pequena parte dos homens frequentemente buscaram desassociar-se da realidade através de variados meios. Gilmartin notou que 40% dos tímidos amorosos mais velhos haviam considerado seriamente a possibilidade de cometer suicídio.

### Carreira, dinheiro e educação
Gilmartin notou que os 100 tímidos amorosos mais velhos estudados estavam com salários abaixo da média e uma grande instabilidade em suas carreiras. Embora quase todos tenham conseguido completar com sucesso o Ensino Superior, seus salários estavam bem abaixo da média. Eles eram tipicamente subempregados e estavam em trabalhos de baixa remuneração, tais como o de taxista. Na época da pesquisa de Gilmartin (de 1979 a 1982), 3,6% dos formados na universidade nos Estados Unidos estavam desempregados.  Mas entre os tímidos amorosos mais velhos enfrentavam uma desproporcional taxa de desemprego de 16% em função de sua experiências anteriores ruins. Como resultado, todos os tímidos amorosos estavam na classe média baixa ou em classes ainda mais baixas.
A renda dos tímidos amorosos mais velhos estava fortemente influenciada por sua escolha de curso na faculdade. Sua média anual de renda era de U$ 14.782,00 (U$38.100,00 em dólares de 2008).  Entre os graduados em administração, ciência da computação ou engenharia, a média era de U$21.163,00 (U$54.600,00 em dólares de  2008).
Sendo solteiros os tímidos amorosos mais velhos viviam todos em apartamentos. Como consequência de suas inibições sociais e sexuais e da subsequente limitação de sua rede social, a situação financeira deles era em geral menos auspiciosa, frequentemente tendo poucas condições para agrados próprios e luxos, tendo de viver em bairros menos prestigiados. É notável que nenhum dos tímidos mais velhos estudados por Gilmartin era proprietário da casa em que vivia, sendo seus lugares de residência apartamentos de aluguel. Ao mesmo tempo em que muitos desses homens haviam sido excelentes estudantes, os efeitos de sua timidez tiveram um efeito negativo em suas vidas e também a impressão que geraram em seus empregadores. Isto diminuiu muitas oportunidades em suas carreiras da mesma forma que o fez em suas vidas amorosas.

### Música
De acordo com Gilmartin, os tímidos amorosos tendiam a preferir baladas de amor como as da Broadway, jazz, "easy listening", trilhas de filmes e música clássica leve, não a tradicional. Alguns poucos também demonstraram gosto pela música country. O Rock de quase todos os tipos também não era apreciado pelos tímidos amorosos, mas apenas no nível estético, não nos preceitos morais. Gilmartin notou com surpresa que poucos dos tímidos citaram cantoras.
Por fim, o estudioso conclui que a maioria dos tímidos amorosos preferem músicas com temática emocional ou escapista e uma rica e bela melodia. Como consequência, os tímidos amorosos não gostam de músicas barulhentas, altas, dissonantes ou não melódicas em seu ponto de vista. Os não tímidos entrevistados por Gilmartin gostavam tipicamente de rock e só comprariam discos de rock. A música apreciada pelos tímidos amorosos foi considerada aborrecida pela maioria dos não tímidos.

### Cinema
Gilmartin reuniu uma lista de filmes entre 1945 e 1980 que foram mais assistidos pelos tímidos amorosos americanos em seu estudo. De acordo com o pesquisador, a lista completa dos 63 filmes mais vistos puderam ser classificados em duas categorias: "pesados", com histórias de amor fortes e musicais escapistas com forte sabor romântico.
Pelo lado oposto, os filmes mais vistos pelos não tímidos foram classificados como ação-aventura, ficção científica, fantasia, de super-heróis, comédias leves de dramas criminais.

## A teoria de Gilmartin

### Causas da timidez amorosa
Gilmartin estima que a timidez amorosa afete aproximadamente 1,5% dos homens americanos. De acordo com o estudioso, a timidez amorosa é, tal como muitas características psicológicas humanas, o resultado de uma combinação de fatores biológicos, genéticos, culturais, familiares, religiosos etc. Ele também acredita que a timidez é uma condição que precisa ser curada, ele diz em seu livro: "A timidez nunca é boa". A timidez mutila o livre arbítrio e a autodeterminação e limita o autocontrole. Ele reassevera tal posição, declarando: "Simplesmente, a timidez nunca é saudável".
Ele menciona numerosas causas biológicas possíveis da timidez amorosa, dentre elas o baixo índice de testosterona no ventre materno, pólipos nasais e hipoglicemia.
Fatores cruciais que exacerbam o desenvolvimento negativo durante a infância do tímido amoroso são:
- ser vítima de bullying no ambiente escolar; os tímidos amorosos são vulneráveis ao bullying, por causa de sua timidez e de suas inibições; a não adaptação a um grupo tornatorna o menino tímido um alvo, sem qualquer culpa própria;
- culpa dos pais; quando uma criança recebe estímulos negativos dos pais, tais como castigos corporais, abusos, agressões verbais, críticas, rebaixamentos, comparações negativas e negligência, o menino se retrai ainda mais em sua concha.

Com tantos estímulos negativos dos relacionamentos fundamentais na infância, o menino tímido amoroso entra em isolamento social. Ele associa essas interações cruciais (com os pais e com o grupo, por exemplo) aos sofrimentos e está mais propenso a evitar a interação social. O isolamento social se torna um círculo vicioso para o tímido amoroso conforme os anos se passam e inibe suas chances de interação com o sexo oposto, assim como em outras áreas cruciais de vida, como sua carreira.

### Timidez amorosa, orientação sexual e gênero
Gilmartin acredita que a timidez amorosa possa ter seus efeitos mais severos em homens heterossexuais, por causa dos papéis de gênero. Ele argumenta que pode ser possível para as mulheres tímidas e homens homossexuais se envolverem em relacionamentos íntimos sem precisar tomar qualquer iniciativa, simplesmente ao esperar por alguém mais assertivo. De acordo com o psicólogo, as mulheres tímidas têm mais facilidade ou tanta facilidade quanto as mulheres não tímidas para namorar, casar-se e ter filhos, não sendo este o caso dos homens heterossexuais. Os tímidos amorosos heterossexuais normalmente não têm contacto sexual informal com mulheres. Não podem namorar, casar-se ou ter filhos e muitos deles jamais experimentaram qualquer contacto sexual íntimo. Gilmartin também avaliou que terceiros, tais como pais e amigos, frequentemente desconsideram as dificuldades dos tímidos amorosos e ficam relutantes para ajudá-los a encontrar namoradas, porque muitos veem como "inútil" obter uma namorada ou porque seus pais ficaram envergonhados de serem vistos com seus filhos. Ele também notou que nenhum dos tímidos amorosos procurou prostitutas por razões morais e por temerem apaixonar-se por elas. Alguns procuraram agências de encontros, mas não se sabe se houve sucesso nessas empreitadas.
Gilmartin nota que os tímidos amorosos são frequentemente tomados por homossexuais, em função de sua aparente falta de interesse nas mulheres, sendo que isto também poderia fazer os homens homossexuais avançarem sobre eles, mas os tímidos amorosos os rejeitam. Adicionalmente, o estudioso também percebeu que muitos dos tímidos amorosos não estão interessados em amizades com outros homens. Estes fatores, combinados aos insucessos com as mulheres, causam maus sentimentos tais como a solidão, a alienação e a depressão.

## Timidez amorosa e psicologia
A timidez amorosa não é reconhecida como uma desordem mental para Organização Mundial da Saúde ou pela Associação Psiquiátrica Americana. Entretanto, compartilha algumas características com desordens mentais comumente reconhecidas. 
Da mesma forma que as pessoas que uma ansiedade social específica, os tímidos amorosos podem ser muito ansiosos em situações sociais informais.
Como as pessoas que são afligidas com o transtorno de personalidade esquiva, os tímidos amorosos sentem-se desconfortáveis em muitas situações informais e tipicamente evitam oportunidades de contacto social.
Alguns dos problemas psicológicos e sociais dos tímidos amorosos podem ser considerados autistas em função das dificuldades encontradas em relação aos pares, interações sociais e adaptação às mudanças. Anos mais tarde, Gilmartin percebeu que 40% dos portadores de timidez amorosa mais severa poderiam ter a Síndrome de Asperger. Mas nunca se saberá se aqueles homens eram autistas ou aspergianos porque não se sabe de nenhum deles que tenha sido diagnosticado com tal condição.
A timidez amorosa também pode ser associada ao celibato involuntário.

## Tratamento, esperanças para os tímidos amorosos e propostas de mudança na sociedade
Gilmartin propõe que a terapia da "prática de namoro" permitiria aos tímidos amorosos desenvolver habilidades sociais cruciais numa situação não intimidadora para então poder vencer suas ansiedades. Esta abordagem, ele afirma, curaria com sucesso a maioria dos participantes de sua timidez amorosa. Ele também prevê que a prática de namoro vai ajudar a eliminar a obsessão dos tímidos amorosos com mulheres de grande beleza natural.
O regime terapêutico maior recomendado por Gilmartin é a terapia com uma sex surrogate. Ele afirma que "qualquer programa verdadeiramente abrangente calculado para garantir uma completa cura para uma intratável, crônica e severa timidez amorosa deve incorporar uma parte que inclua o recurso às "sex surrogates"." Sex surrogates são terapeutas que desenvolverão ao longo do tratamento uma intimidade ao ponto de incluir relações sexuais com seus clientes, não sendo em absoluto algo como a prostituição. Uma terapia desse tipo incluirá sempre um outro terapeuta para supervisionar o processo.
Gilmartin também declara que a regra de o homem sempre cortejar a mulher deve ser "jogada para sempre no lixo e substituída por um sistema normativo que seja congruente com as naturezas e necessidades dos seres humanos". Também sugere a convivência coeducacional como uma das melhores opções para a cura da timidez amorosa. Nesse sentido, a ideia de companheiros de quarto do sexo oposto pode realmente ser muito mais natural que a ideia de quartos para pessoas do mesmo sexo, "exceto, claro, para homossexuais". Ele argumenta que viver assim removeria a aura de mistério em torno do sexo oposto, o que causa medo, distanciamento social, mal-entendidos e deficiências de comunicação.
Ele recomenda ainda uma nova organização recreacional infantil, os "Coed Scouts" que permitirão às crianças socializarem com ambos os gêneros. Isto ainda é apenas um desejo, entretanto. Gilmartin também notou no início do livro que os tímidos amorosos deveriam se unir em uma força sociopolítica para ter suas necessidades reconhecidas e forçar mudanças sociais, embora isto ainda não tenha se concretizado.
Gilmartin também percebeu que os tímidos amorosos mais jovens têm mais chance de superar sua timidez desde que sejam tratados com menos dureza por seus pares do que os tímidos amorosos mais velhos foram. Entretanto, sua pesquisa ainda tem de ser atualizada, pois ainda não se sabe se algum dos homens foi capaz de resolver suas dificuldades.

## Críticas aos escritos de Gilmartin
Gilmartin faz referências à pseudociência, em questões como astrologia, reencarnação, regressão a vidas passadas e à kirliangrafia (p. 15) para apoiar suas conclusões, o que a resenhista Elizabeth Rice Allgeier sentir "água sobre o potencial impacto de seus escritos" em sua resenha do livro para o periódico Journal of Sex Research. Noutra resenha, Jonathan M. Cheek sugeriu que uma ênfase comparável deveria ter sido dada ao estudo da timidez amorosa em mulheres.
Outro fator é a pesquisa de Gilmartin ter sido conduzida nos anos 1970 e início dos anos 1980 e não reconhecer as mudanças na demografia, nos valores e nos comportamentos vividos nos anos passados desde a publicação do estudo (por exemplo, a ascensão e o impacto da segunda e da terceira ondas do feminismo moderno nas relações de gênero, especialmente o impacto do feminismo moderno nos homens nos países do Ocidente), embora ainda se aja de modo a esperar dos homens qualquer iniciativa nesses assuntos.

## Desenvolvimentos posteriores
Talmer Shockley, um tímido amoroso confesso, recentemente escreveu The Love-Shy Survival Guide ("O Guia de Sobrevivência do Tímido Amoroso") (2009). O livro de Shockley se diferencia dos livros e pesquisas de Gilmartin em poucas questões. Shockley classifica a timidez amorosa como uma fobia (ainda que não causada por algum incidente traumático na infância), ele reconhece a existência de tímidas amorosas e sua necessidade de ajuda, oferece soluções práticas para vencer a timidez amorosa e explora o inter-relacionamento entre timidez amorosa e a Síndrome de Asperger.
Shockley não oferece provas científicas adicionais da timidez amorosa com exceção à referência acerca dos milhares de membros de fóruns de internet dedicados ao assunto.